# Подслон (Старозагорська область)
Подсло́н (болг. Подслон) — село в Старозагорській області Болгарії. Входить до складу общини Стара Загора.

## Населення
За даними перепису населення 2011 року у селі проживала 151 особа, усі — болгари.
Розподіл населення за віком у 2011 році:
Динаміка населення: